# Chris Ealham
Chris Ealham (Kent, 1965) és un historiador i hispanista anglès. És considerat com a «proper a l'escola de Paul Preston».
És autor de l'obra La lluita per Barcelona. Classe, cultura i conflicte, 1898-1937 (Virus, 2022), publicada en anglès com Anarchism and the city: Revolution and counter-revolution in Barcelona, 1898-1937 (2010). És també editor al costat de Michael Richards d'España fragmentada. Historia cultural y Guerra Civil española, 1936-1939 (2010), en què van participar autors com Eduardo González Calleja, Xosé Manoel Núñez Seixas i Enric Ucelay-Da Cal, entre d'altres, i publicada prèviament en anglès com The Splintering of Spain: Cultural History and the Spanish Civil War, 1936–1939 (2005). Va ser a més traductor a l'anglès, al costat de Paul Sharkey, de La CNT en la Revolución española, obra del dirigent anarquista Josep Peirats, de qui s'ha dit que Ealham prepara una biografia.